# Calavera La
Calavera La är en kulle i Antarktis. Den ligger i Västantarktis. Argentina, Chile och Storbritannien gör anspråk på området. Toppen på Calavera La är 33 meter över havet.
Terrängen runt Calavera La är mycket platt. Trakten är obefolkad. Det finns inga samhällen i närheten. 